# FC Aris Bonneweg
Der FC Aris Bonneweg (frz.: Aris Bonnevoie) war ein Fußballverein aus dem südlichen Vorort Bonneweg der Hauptstadt Luxemburgs, der von 1922 bis 2001 existierte und dreimal Luxemburger Fußballmeister war.

## Geschichte
Der Verein wurde 1922 als FC Aris Bonnevoie gegründet. 1940 wurde er unter deutscher Besatzung in FK Aris Bonneweg umbenannt und im Jahr darauf aufgelöst. 1944 erfolgte die Neugründung unter dem alten Namen.
Erste Erfahrungen in den Pokalwettbewerben der UEFA machte Bonneweg bereits 1962/63 und 1963/64 in den Ausscheidungsspielen zum Messepokal.
1964 errang Bonneweg erstmals die Luxemburger Meisterschaft und nahm in der folgenden Saison am Europapokal der Landesmeister teil. Dabei schied Aris jedoch in der Qualifikation gegen Benfica Lissabon aus. 1966 wurde Aris wieder Meister, kam im Europapokal jedoch gegen den FC Linfield nicht über die erste Runde hinaus.
Sechsmal standen die Bonneweger auch im Luxemburger Pokalfinale, konnten aber nur 1967 die Coupe de Luxembourg auch gewinnen. Im Europapokal der Pokalsieger unterlagen sie in der Vorrunde Olympique Lyonnais.
1971/72 spielte Aris erstmals im UEFA-Pokalwettbewerb und schied gegen ADO Den Haag aus. Jedoch wurden sie in dieser Saison erneut Luxemburger Meister, so dass sie 1972/73 wieder im Landesmeisterwettbewerb spielten; das Vorrundenaus kam diesmal gegen Argeș Pitești.
Als Pokalfinalist nahmen sie noch zwei weitere Male am Europapokal der Pokalsieger teil; 1976/77 schieden sie gegen die Carrick Rangers aus Nordirland wiederum in der ersten Runde aus, konnten dabei aber beim 2:1 in Luxemburg ihren ersten Sieg verbuchen. Im Europapokal der Pokalsieger 1979/80 feierte Aris den größten Erfolg auf internationalem Rasen: durch zwei 1:0-Siege gegen Reipas Lahti erreichte Bonneweg das Achtelfinale. Hier war allerdings der Pokalverteidiger FC Barcelona eine Nummer zu groß. Immerhin konnte Bonnewegs Wolfgang Tullius im Camp Nou einen Ehrentreffer zum 1:7 erzielen (nach dem 1:4 im Hinspiel, Tor Jacques Mathes). Noch ein weiteres Mal, im UEFA-Pokal 1983/84, betrat Aris die internationale Bühne, schied aber sang- und klanglos gegen den FK Austria Wien aus.
Bis 2001 absolvierte Aris Bonneweg 42 Spielzeiten in der höchsten Liga Luxemburgs; am 14. März 2001 fusionierte Aris mit CS Hollerich zum CS Alliance 01 Luxemburg.
Nur wenige Jahre später, 2005, vereinigte sich dieser neugeschaffene Verein wiederum mit Union Luxemburg und Spora Luxemburg, zwei weiteren Traditionsvereinen des Grossherzogtums, zum Racing FC Union Luxemburg.

## Erfolge
- Luxemburger Meister: 1964, 1966, 1972
- Luxemburger Pokalsieger: 1967

## Europapokalbilanz
| Saison  | Wettbewerb                    | Runde    | Gegner             | Gesamt | Hin     | Rück      |
| ------- | ----------------------------- | -------- | ------------------ | ------ | ------- | --------- |
| 1962/63 | Messestädte-Pokal             | 1. Runde | Sampdoria Genua    | 0:3    | 0:1 (A) | 0:2 (H)   |
| 1963/64 | Messestädte-Pokal             | 1. Runde | RFC Lüttich        | 0:2    | 0:2 (H) | 0:0 (A)   |
| 1964/65 | Europapokal der Landesmeister | Vorrunde | Benfica Lissabon   | 02:10  | 1:5 (H) | 1:5 (A)   |
| 1966/67 | Europapokal der Landesmeister | 1. Runde | Linfield FC        | 4:9    | 3:3 (H) | 1:6 (A)   |
| 1967/68 | Europapokal der Pokalsieger   | 1. Runde | Olympique Lyon     | 1:5    | 0:3 (H) | 1:2 (A)   |
| 1971/72 | UEFA-Pokal                    | 1. Runde | FC Den Haag-ADO    | 2:7    | 0:5 (A) | 2:2 (H)   |
| 1972/73 | Europapokal der Landesmeister | 1. Runde | FC Argeș Pitești   | 0:6    | 0:2 (H) | 0:4 (A)   |
| 1976/77 | Europapokal der Pokalsieger   | 1. Runde | Carrick Rangers FC | 3:4    | 1:3 (A) | 2:1 (H)   |
| 1979/80 | Europapokal der Pokalsieger   | 1. Runde | Lahden Reipas      | 2:0    | 1:0 (A) | 1:0 (H)   |
| 1979/80 | Europapokal der Pokalsieger   | 2. Runde | FC Barcelona       | 02:11  | 1:4 (H) | 1:7 (A)   |
| 1983/84 | UEFA-Pokal                    | 1. Runde | FK Austria Wien    | 00:15  | 0:5 (H) | 00:10 (A) |

Gesamtbilanz: 22 Spiele, 3 Siege, 3 Unentschieden, 16 Niederlagen, 16:72 Tore (Tordifferenz −56)

## Quelle
- Europapokalstatistik (Memento vom 27. September 2007 im Internet Archive) von Aris Bonneweg